# Carmen Cru
Pour les articles homonymes, voir Carmen.
Carmen Cru est une série de bande dessinée écrite et dessinée par Lelong. Elle a obtenu le Prix RTL de la BD en 1985. Elle est pré-publiée dans le mensuel Fluide glacial depuis le numéro 67 (1981) et les albums paraissent aux éditions AUDIE.

## Le personnage de Carmen Cru
Dans une ville moyenne de province inspirée de Tours, vit dans une maison enclavée entre quatre immeubles et cachée derrière de menaçantes barrières, une vieille femme du nom de Carmen Cru, qui profite de son vieil âge et de sa présumée sénilité. Vivant en totale autarcie avec le reste de la société, elle déteste l'humanité, et dans son époque, "années cinquante", symbolise la tranquillité grincheuse de la France profonde.
Abusant de sa supposée décrépitude physique et intellectuelle en s'habillant de vieux habits délabrés (une longue veste boueuse, un tablier sale et troué, un bonnet enfoncé, une robe froissée et raccommodée qui lui donne des airs de sorcière) elle fait en sorte de ne pas payer l'addition dans les bars, de pouvoir déchirer les livres de la bibliothèque en toute impunité et, en général, de profiter de la pitié de ses prochains avec une ruse malicieuse et une méprisable perspicacité.
Danger public lorsqu'elle traverse le village sur son vélo rouillé ou qu'elle passe à proximité d'un chemin de fer, ce personnage acariâtre au visage ridé et coincé entre ses deux maigres épaules, au nez boutonneux et proéminent, aux yeux loucheurs et globuleux, au menton crochu et velu, à la mâchoire édentée et grincheuse, reste tout au long de cette série de huit albums très mystérieuse, ne dévoilant jamais la totalité de son visage à cause d'un bob persistant à rester sur son crâne.
Infâme grabataire, involontaire dame à chats, exploiteuse abjecte de la bonté d'autrui, empoisonneuse de jeunes enfants, cette Carmen Cru peu loquace qui ne décroche jamais le moindre sourire réussit le pari de remplir de tendresse ses lecteurs avertis, grâce aux confidences solitaires qu'elle leur fait parfois sous la plume remarquable d'un Lelong inspiré.
Aucune piste ne permet de savoir son âge, bien qu'elle évoque la Première Guerre mondiale d'une manière qui suggère qu'elle était adulte à cette époque. Malgré cet âge canonique, un médecin constatera non seulement son état de santé juvénile, mais aussi sa vue perçante, sa force impossible et son indélicatesse effroyable. De plus, le lecteur apprend au tome 7 que la mère de Carmen, Barbe Cru, est toujours vivante et semble encore plus insupportable que sa fille.

## Personnages récurrents
- Le neveu : principale connaissance de Carmen Cru, puisque c'est son neveu, il vient souvent rendre visite à sa Tantie (même si cette dernière ne l'aime pas), en lui donnant de son patois approximatif des nouvelles de sa ferme alluviale et de son champêtre pays en lui demandant son aide quelquefois pour quelques "bêtises" causées par une moralité douteuse et demandant sans arrêt de l'argent. Jeune homme certainement attardé et mal fait d'un point de vue corporel, ses entretiens chroniques avec sa tante sont souvent intéressés et se terminent mal le plus souvent.

- Monsieur Raoul : voisin le plus proche de Carmen Cru dont les goûts pour l'alcool se sentent dans son visage caricaturé, il aide avec bon cœur sa voisine à monter les escaliers avec son vélo. Marié à une femme dont on n'entend que la voix et qui ne sera jamais dessinée par Lelong car elle est tout le temps aux toilettes, il est l'homme simple d'esprit par excellence.

- Poupi Mouvillon : un autre voisin de Carmen Cru, très laid, il subit les dérèglements électroniques provoqués par sa vieille voisine, ce qui ne fait qu'encourager ses idées anti-vieux, sa xénophobie et son nationalisme politique.

- Monsieur l'abbé : toujours prêt à faire une bonne action, ce religieux binoclard et rustique, aime raconter avec son franc-parler grossier, ses déboires mécaniques au séminaire avec les vélos notamment. Il n'est pas rare de le voir, fumant sa pipe, décidé à rendre services à Carmen Cru, sa chrétienté l'obligeant selon lui à le faire. Grand et fort, ce vicaire est chargé de la formation d'un petit séminariste au langage très châtié mais à l'inexpérience juvénile.

La plupart des personnages de Lelong sont caricaturaux et laids. Leur physique disgracieux se marie par ailleurs fort bien à leur simplicité d'esprit.

## Historique
La mort de Lelong, le 24 février 2004 a provoqué l'arrêt définitif de la série, même si Fluide glacial (magazine qui a consacré pas moins de quatre unes à Carmen Cru) publie des rééditions ainsi que des intégrales regroupant les aventures de la « vieille impotente ».
La série a été adaptée au théâtre du Tourtour, joué par la Compagnie du Préau et mise en scène par Marijo Kollmannsberger.

## Albums
1. Rencontre du 3e âge (1984, 56 pages N&B)
2. La Dame de fer (1985, 56 pages N&B)
3. Vie & mœurs (1985, 56 pages N&B)
4. Ni Dieu ni maître (1986, 56 pages N&B)
5. L'Écorchée vive (1987, 56 pages N&B)
6. Carmen Cru et autres histoires (1994, 56 pages N&B)
7. Une cervelle de plomb dans un crâne de béton (2001, 56 pages N&B)
8. Thriller (2008, 48 pages N&B) (réalisé grâce à des planches de Lelong retrouvées après sa mort)

- Intégrale tome 1 : Brut de décoffrage (février 2003) qui compile les albums 1 à 3
- Intégrale tome 2 : La vioque de choc (février 2003) qui compile les albums 4 à 6

## Publication
- Éditions AUDIE-Fluide Glacial : tomes 1 à 8 plus 2 intégrales (première édition des tomes 1 à 8)